# Bouville (Eure-et-Loir)
Bouville ist eine französische Gemeinde mit 553 Einwohnern (Stand: 1. Januar 2022) im Département Eure-et-Loir in der Region Centre-Val de Loire. Sie gehört zum Arrondissement Châteaudun und ist Mitglied im Gemeindeverband Communauté de communes du Bonnevalais. Die Einwohner werden Bouvillois und Bouvilloises genannt.

## Lage
Nachbargemeinden sind Ermenonville-la-Petite im Nordwesten, Luplanté im Norden, Vitray-en-Beauce im Osten, Montboissier im Südosten, Alluyes im Süden und Saumeray im Westen.
Das Gemeindegebiet wird vom Fluss Vallée de Paray durchquert, der in manchen Kartenwerken auch als Vallée de la Malorne bezeichnet wird.

## Bevölkerungsentwicklung
| Jahr      | 1962 | 1968 | 1975 | 1982 | 1990 | 1999 | 2008 | 2015 |
| --------- | ---- | ---- | ---- | ---- | ---- | ---- | ---- | ---- |
| Einwohner | 475  | 456  | 391  | 373  | 386  | 419  | 517  | 578  |

## Sehenswürdigkeiten

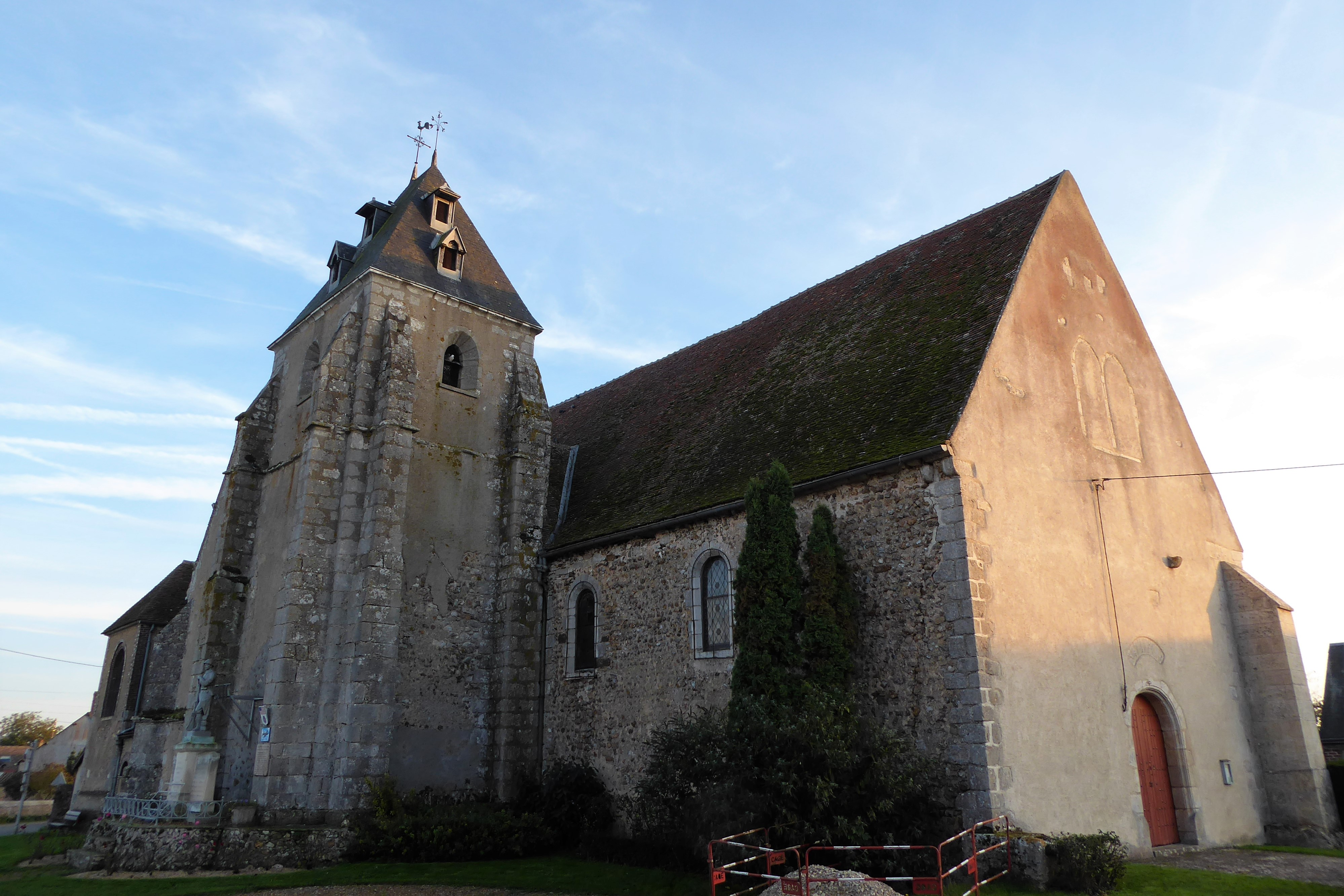
Kirche Saint-Martin

- Kirche Saint-Martin
- Kriegerdenkmal